# Pierre Thielbörger
Pierre Thielbörger (* 3. April 1979 in Lüneburg) ist ein deutscher Rechtswissenschaftler und Professor für Öffentliches Recht und Völkerrecht (insb. Friedenssicherungsrecht und Humanitäres Völkerrecht) an der Ruhr-Universität Bochum. Darüber hinaus ist er der Geschäftsführende Direktor des Instituts für Friedenssicherungsrecht und Humanitäres Völkerrecht (IFHV) der Ruhr-Universität Bochum.

## Leben
Thielbörger studierte von 1999 bis 2005 Rechtswissenschaften an der Universität Hamburg, der McGill University in Montréal und der Humboldt-Universität zu Berlin. Nach seinem ersten juristischen Staatsexamen 2005 legte Thielbörger im Jahr 2006 auch das universitäre Examen im Zusatzstudiengang Journalistik an der Universität Hamburg ab. Von 2008 bis 2010 absolvierte Thielbörger den Master of Public Policy an der Kennedy School of Government der Harvard Law School als McCloy Scholar. Seine juristische Dissertation mit dem Titel "The Human Right(s) to Water" verfasste Thielbörger zwischen 2006 und 2010 am European University Institute und der Harvard University, betreut von Ernst-Ulrich Petersmann und Philip Alston. Von 2011 bis 2014 hatte Thielbörger die Juniorprofessur für Völkerrecht, insbesondere Humanitäres Völkerrecht an der Ruhr-Universität Bochum inne. Seit 2014 ist Thielbörger geschäftsführender Direktor des Instituts für Friedenssicherungsrecht und Humanitäres Völkerrecht (IFHV) und Professor für Öffentliches Recht und Völkerrecht an der Ruhr-Universität Bochum sowie Adjunct Professor für 'Law and Governance' an der Hertie School in Berlin.

## Privates
Thielbörger ist verheiratet und hat eine Tochter und einen Sohn.

## Forschungsthemen
Thielbörgers Lehr- und Forschungsexpertise liegt im deutschen Verfassungsrecht und im Völkerrecht. Seine Forschung umfasst dabei insbesondere das Friedenssicherungsrecht und das Humanitäre Völkerrecht, Menschenrechte und Völkerstrafrecht sowie ‘Law and Governance’ globaler Gemeinschaftsgüter (insb. Wasser). Einige seiner Forschungsschwerpunkte sind das Menschenrecht auf Wasser und sanitäre Grundversorgung, die menschenrechtliche Verantwortung von Unternehmen und die "Essenz" von Menschenrechten.

## Ämter
Thielbörger ist seit 2020 Mitglied des Kuratoriums des Deutschen Instituts für Menschenrechte. Er ist außerdem Mitglied im Koordinierungsausschuss humanitäre Hilfe des Auswärtiges Amtes. Seit 2016 fungiert er als Präsident der Generalversammlung des Network on Humanitarian Action (NOHA) und wurde mehrfach zum Co-Vorsitzenden der Interest Group on Human Rights der European Society of International Law (ESIL) gewählt. Er ist außerdem Mitglied im wissenschaftlichen Beirat des Voelkerrechtsblogs und Mitherausgeber verschiedener wissenschaftlicher Zeitschriften, u. a. der Humanitäres Völkerrecht (HuV), der Friedens-Warte und des WeltRisikoBerichts. Thielbörger nimmt außerdem regelmäßig Beratertätigkeiten wahr.

## Mitgliedschaften
Thielbörger ist Mitglied der European Society of International Law (ESIL), der Deutschen Gesellschaft für Internationales Recht und des Deutschen Instituts für Menschenrechte. Er ist zudem Mitglied im Lenkungsausschusses des Sylff-Mikrokollegs zu forced migration und Alumnus der Arab-German Young Academy, der Berlin-Brandenburgischen Akademie der Wissenschaften und der Deutschen Akademie der Naturforscher Leopoldina.

## Auszeichnungen
2011 erhielt Thielbörger den Marie Curie Career Integration Grant für das Projekt ‘WaterWars’ und wurde in die Global Young Faculty für ausgezeichnete Nachwuchswissenschaftler der Mercator Stiftung aufgenommen. 2010 gewann er den Dean’s Award for Excellency in Student Teaching, eine Auszeichnung für den bestevaluierten „Teaching Fellow“ der Harvard Kennedy School, und den Harvard Kennedy School Carr Center Human Rights Award für seine innovative Recherche zum entstehenden Menschenrecht auf Wasser. 2019 erhielt er ein ‘Fernand Braudel Senior Fellowship’ vom EUI in Florenz für seine Forschung zur "Essenz" von Menschenrechten.

## Überblick über akademisches Werk
Thielbörgers akademische Werke sind in zahlreichen englisch- und deutschsprachigen peer-reviewed Fachzeitschriften erschienen, unter anderem in Human Rights Law Review, German Law Journal, Journal on the International Law of Peace and Armed Conflict, Die Friedens-Warte, Business and Human Rights, Indiana Journal of Global Legal Studies und Maastricht Journal of European and Comparative Law. Er ist Co.-Herausgeber der Fachzeitschriften Die Friedens-Warte und Journal on the International Law of Peace and Armed Conflict, der Bücherreihe Bochumer Schriften zur Friedenssicherung und zum Humanitären Völkerrecht, sowie der IFHV Working Paper Reihe. Gemeinsam mit Hans-Joachim Heintze gibt er das englischsprachige Lehrbuch „Humanitarian Action“ beim Springer Verlag heraus. Zudem publiziert Thielbörger regelmäßig bei führenden verfassungs- und völkerrechtlichen Blogs, u. a. auf EJIL Talk!, Verfassungsblog, Voelkerrechtsblog, Tagesschau Online, Zeit Online und Legal Tribune Online.